# 屯門鄉事會路

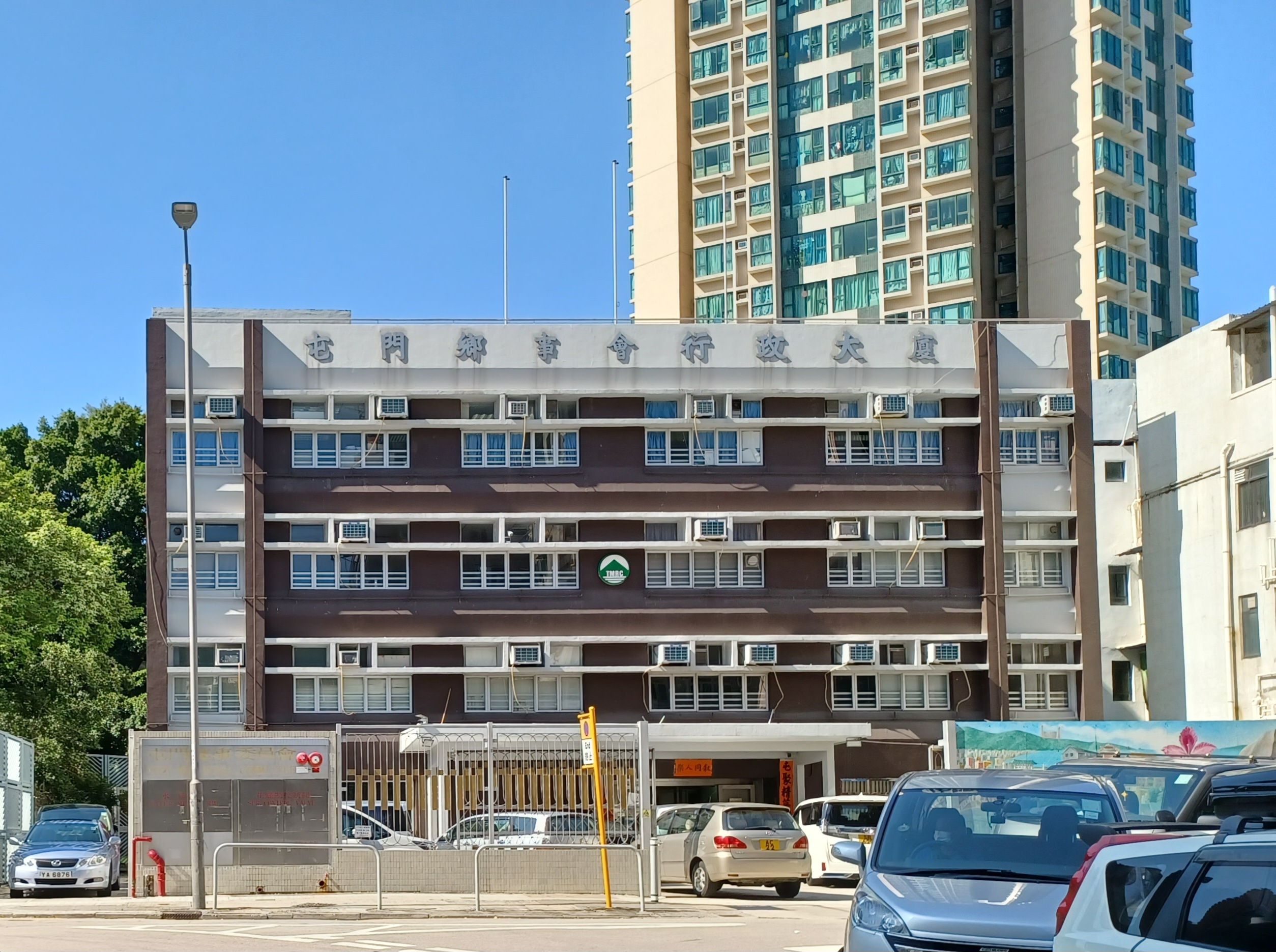
屯門鄉事會路因屯門鄉事會行政大廈而得名

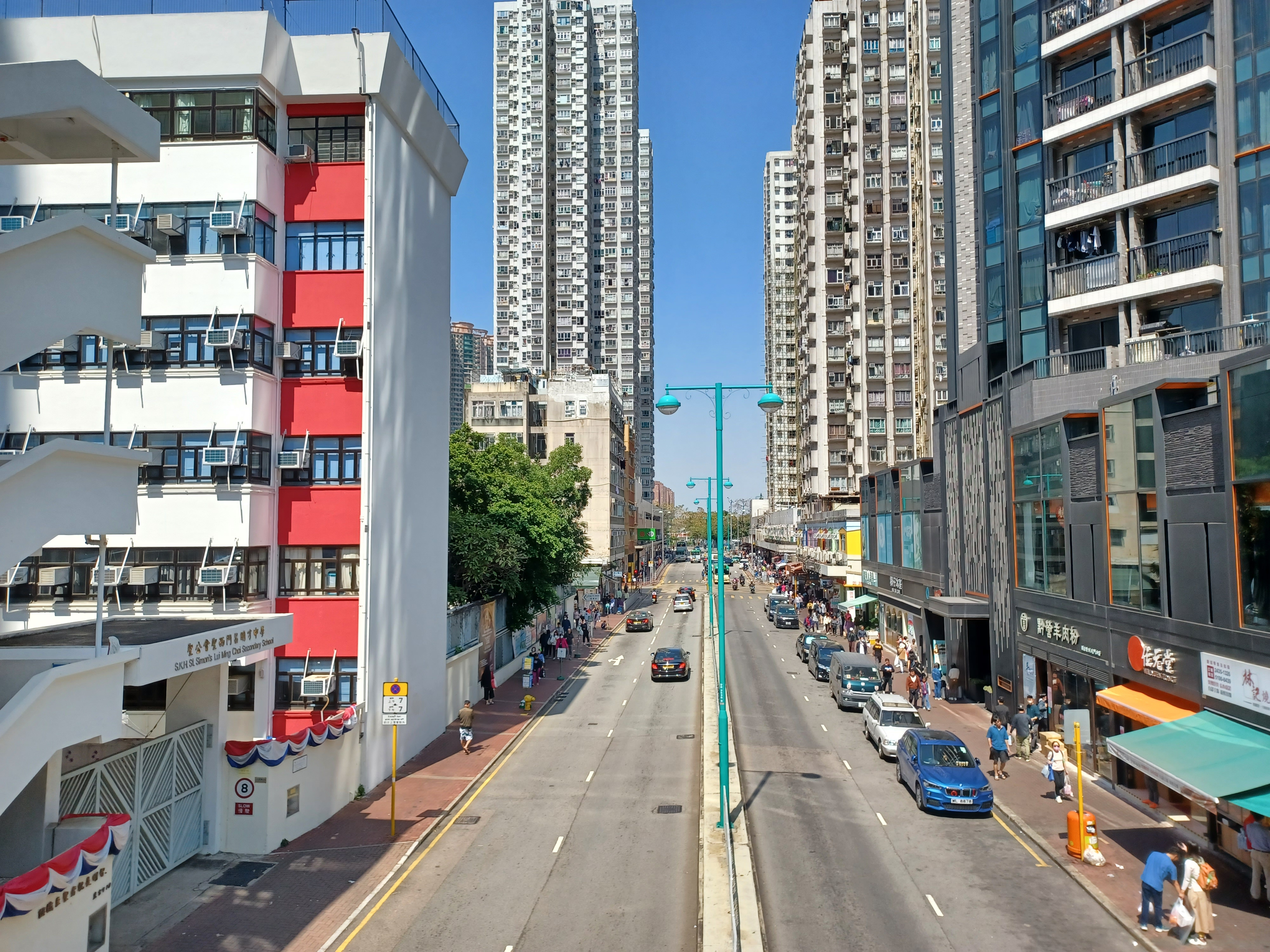
屯門鄉事會路新墟段（2023年）

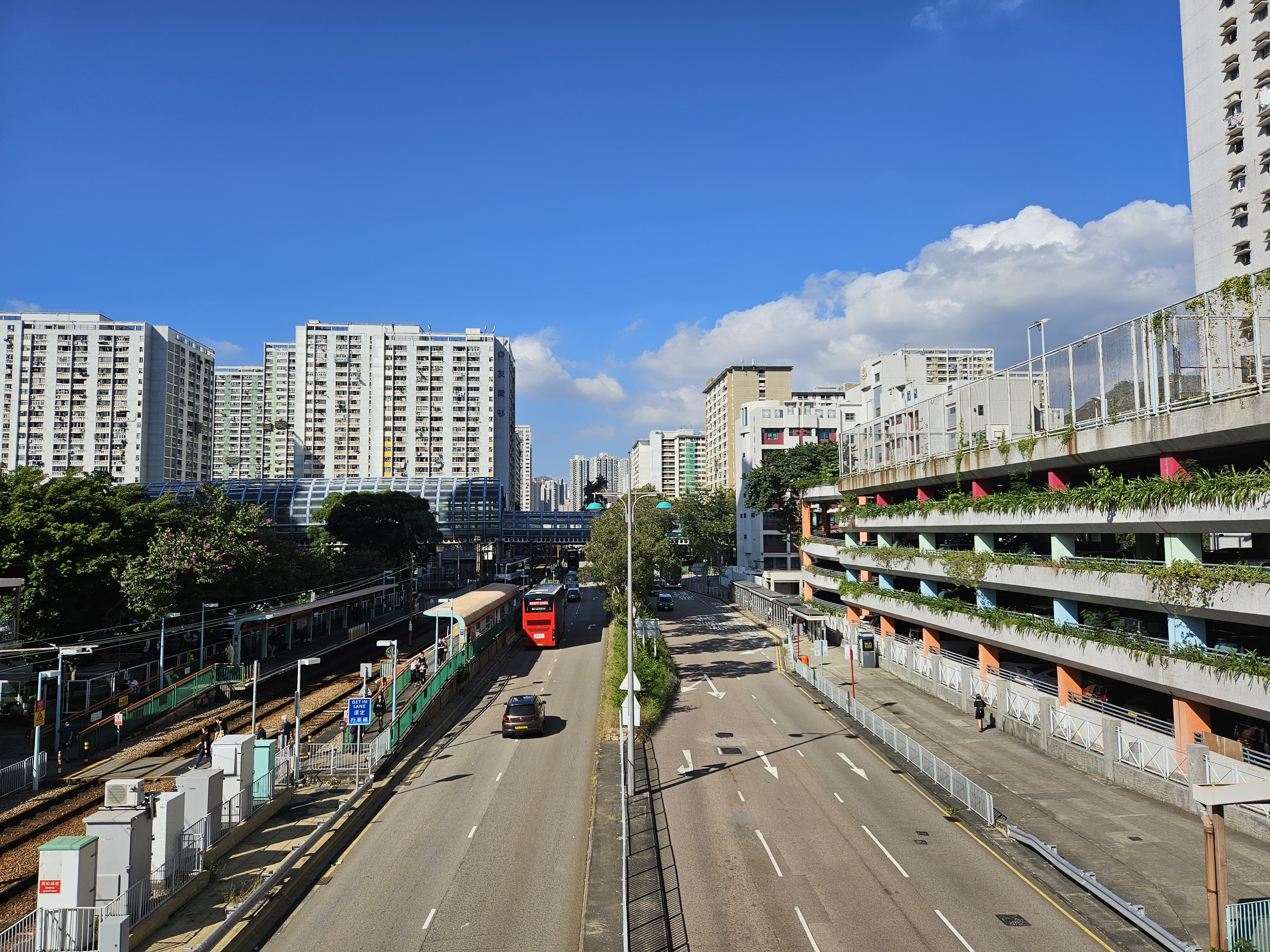
屯門鄉事會路近兆麟苑一段

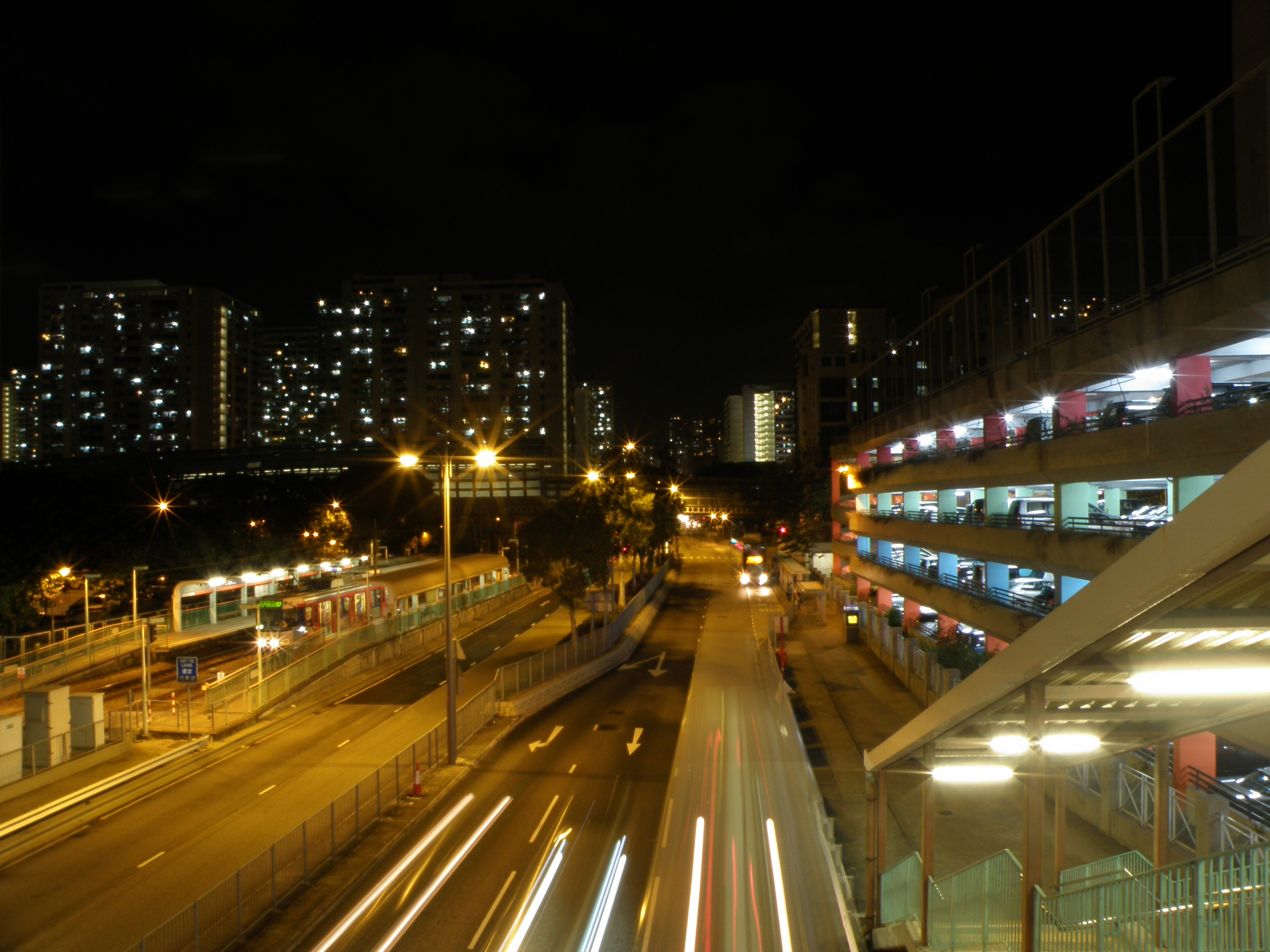
屯門鄉事會路夜景

屯門鄉事會路（英語：Tuen Mun Heung Sze Wui Road）為香港新界屯門區內的一條道路，南起海榮路，北至青山公路－新墟段。屯門鄉事會路途經屯門市中心地區及屯馬綫屯門站，為屯門區內主要道路之一。該段路普遍被屯門居民俗稱為鄉事會路。

## 特色

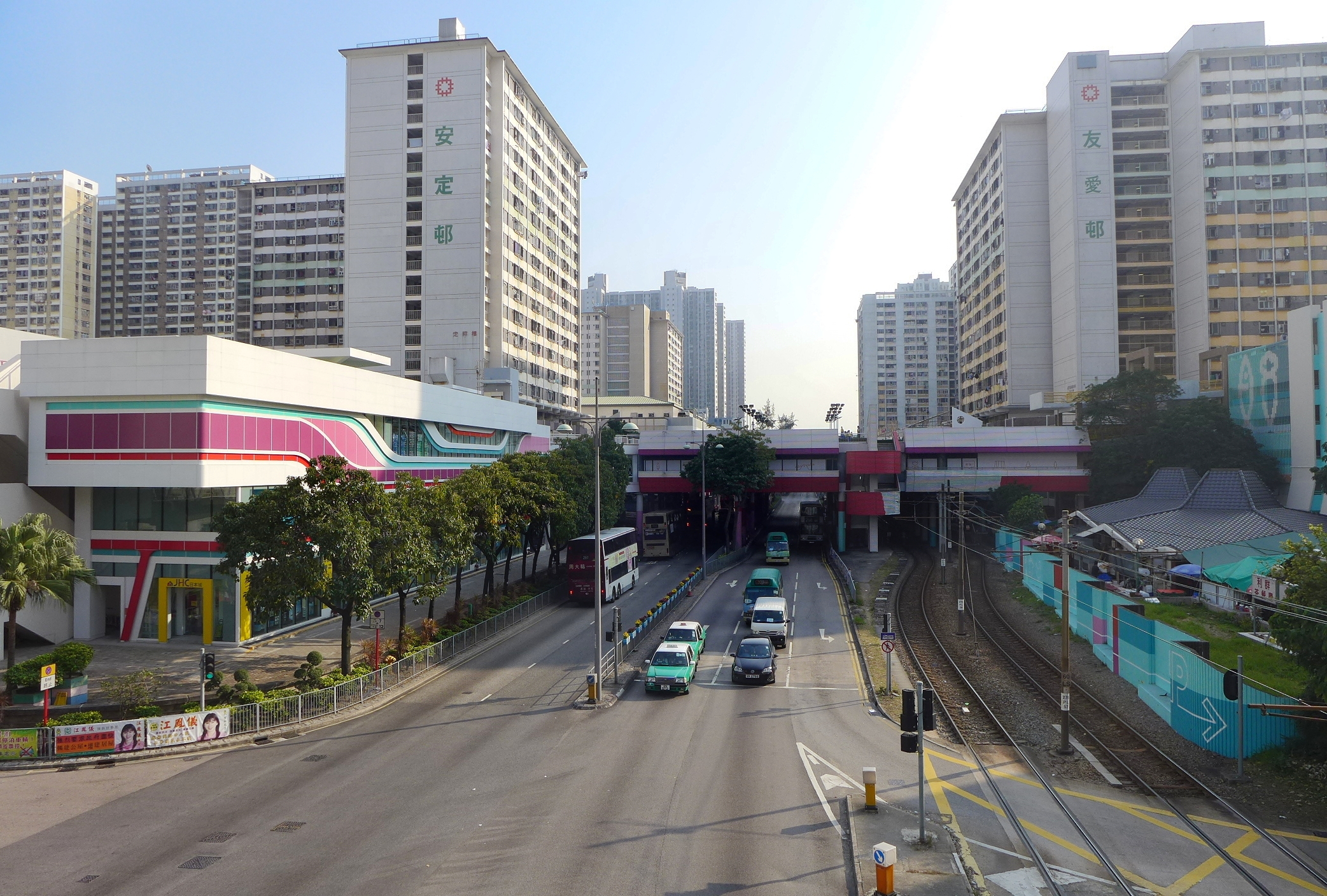
屯門鄉事會路穿越友愛邨及安定邨之間。圖中可見其上蓋的部份，該上蓋屬H.A.N.D.S的範圍。

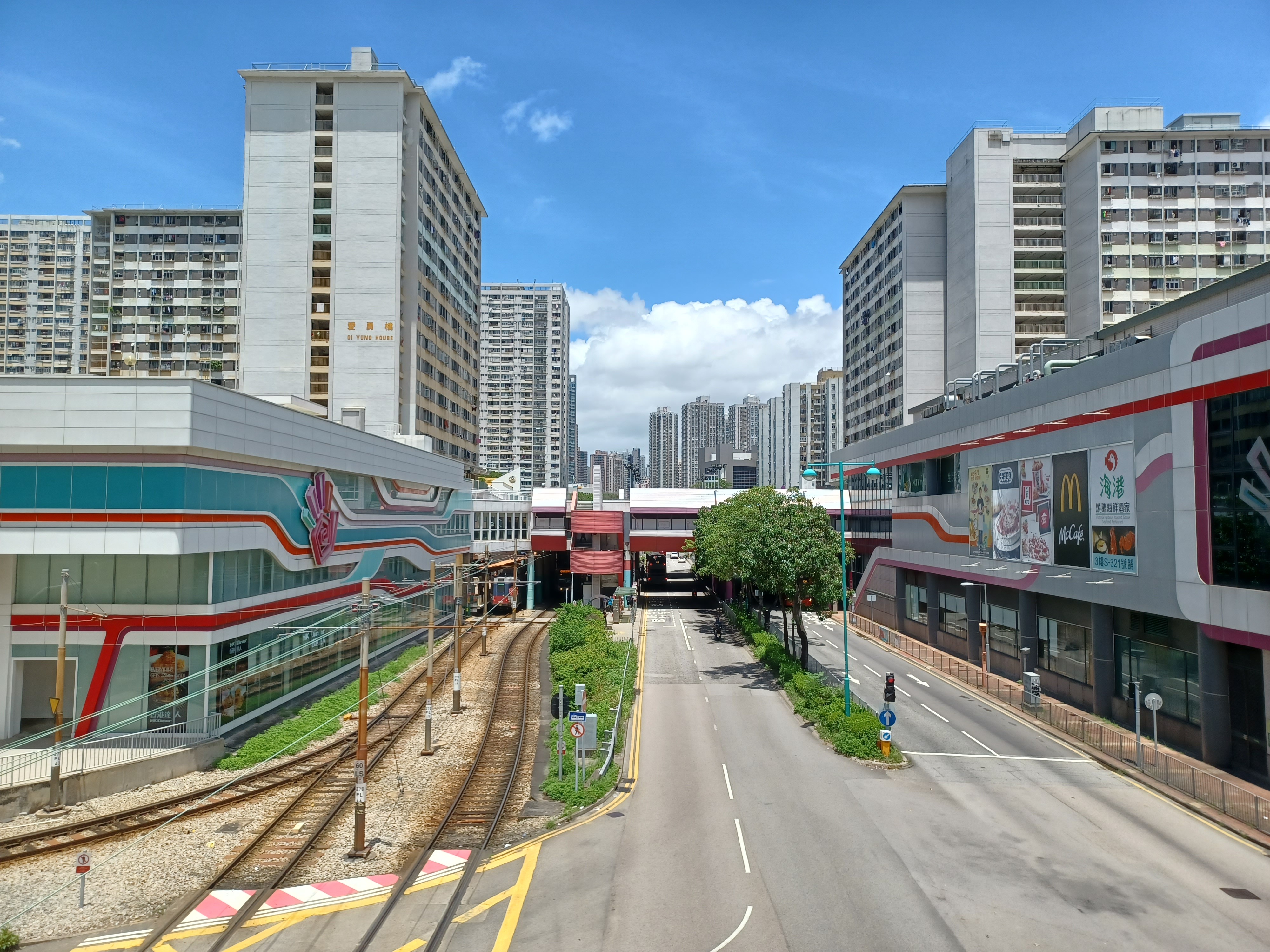
屯門鄉事會路近H.A.N.D.S（2022年）

屯門鄉事會路中段至北段途經屯門主要商業區，包括屯門市中心區及新墟商業區。南段主要為住宅區，其中穿越友愛邨及安定邨之間，另外還有居屋屋苑兆麟苑，所以該道路可算是屯門區發展的主軸。屯門鄉事會路由海榮路至杯渡路與輕鐵路軌平行，沿路有輕鐵兆麟站、安定站及市中心站。

## 交通擠塞問題
隨屯門新墟大型商場V city於2013年啟用後，屬區內交通命脈的屯門鄉事會路車流亦與日俱增，同時亦衍生違泊與交通擠塞問題。現時屯門鄉事會路近鹿苑街一帶雖已設立限時禁區，惟因車位不足，不少車輛皆無視禁區限制違例泊車，令往屯門市中心方向的十字路口遭嚴重堵塞。新墟前區議員古漢強批評運輸署規劃失當，未能預視有關路段的車流增長，要求研究改善方法將車輛分流，疏導交通，而前市政局議員張永森則建議鼓勵本路居民轉用公共交通工具前往大嶼山、港島、九龍、荃葵各區以減少擠壓。

## 沿線街道

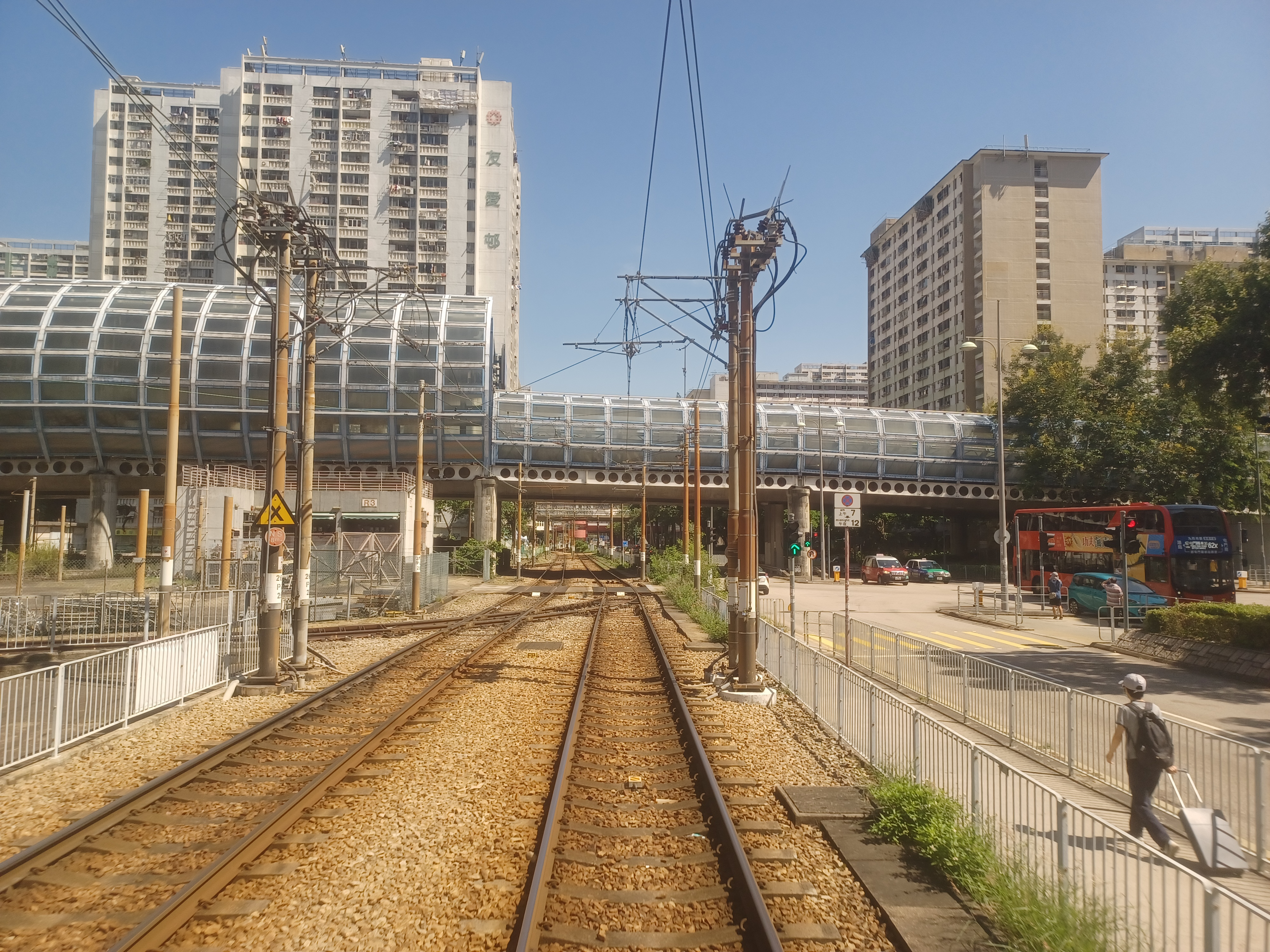
皇珠路在2000年代初安裝密封式隔音屏障

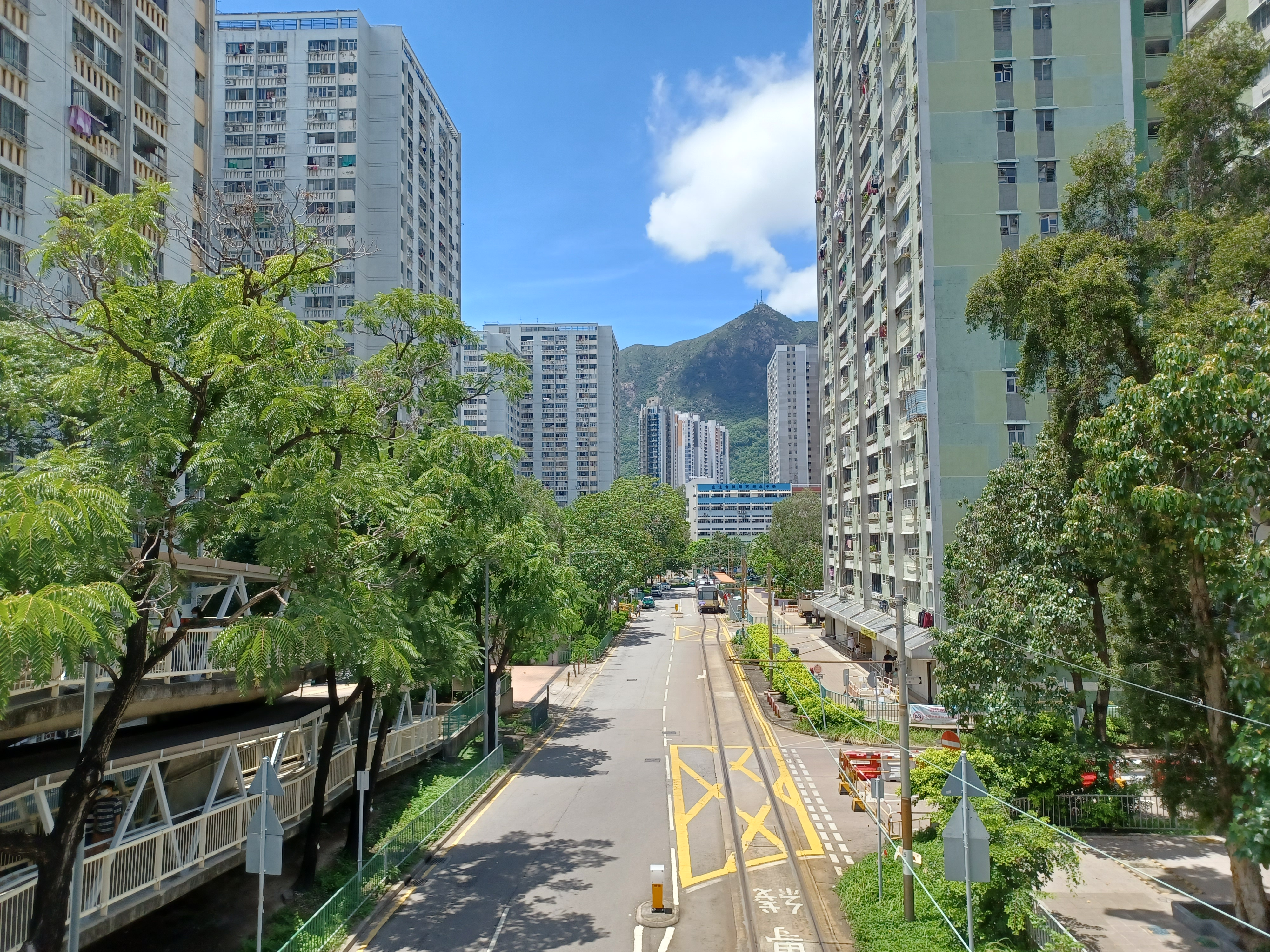
友愛路

- 海榮路
- 海珠路
- 兆麟街
- 皇珠路（為行車天橋跨越屯門鄉事會路）
- 友愛路 (香港)
- 屯興路
- 屯匯街
- 屯合街
- 屯隆街
- 杯渡路
- 仁政街
- 鹿苑街
- 河傍街
- 青賢街
- 青康街
- 青山公路－新墟段
- 新墟徑

## 主要建築物或屋苑屋邨

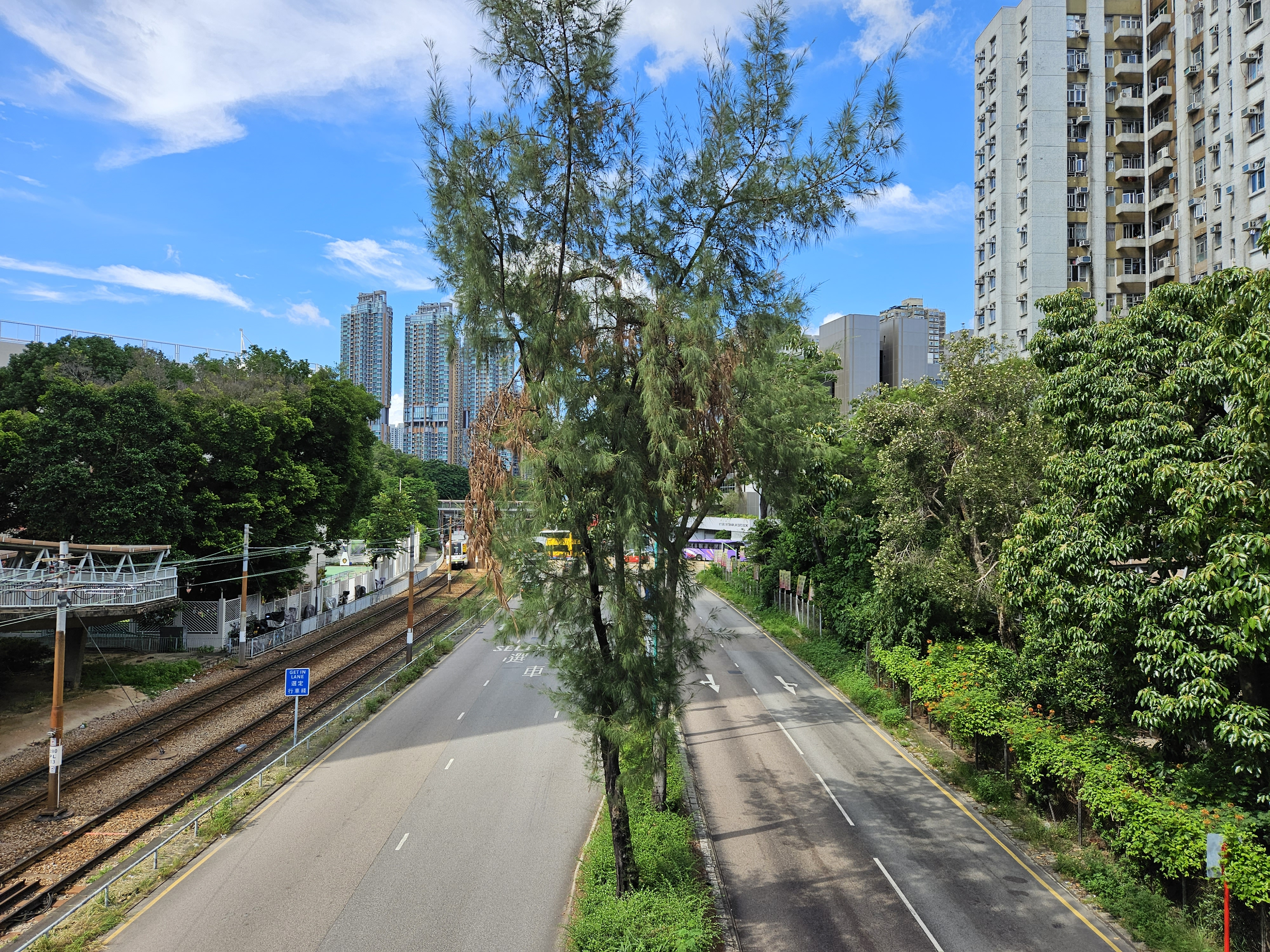
屯門鄉事會路近兆安苑

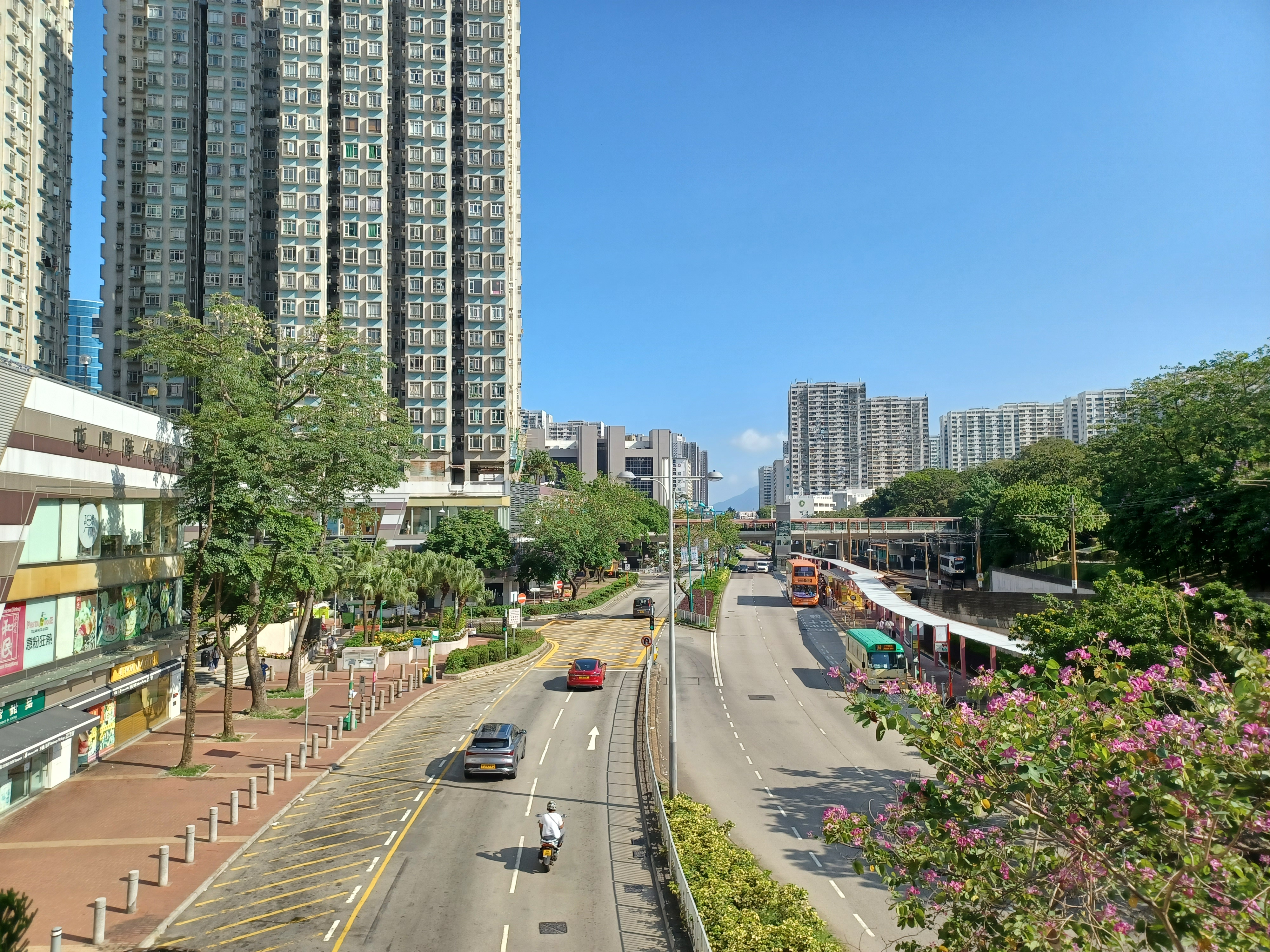
屯門鄉事會路近屯隆街

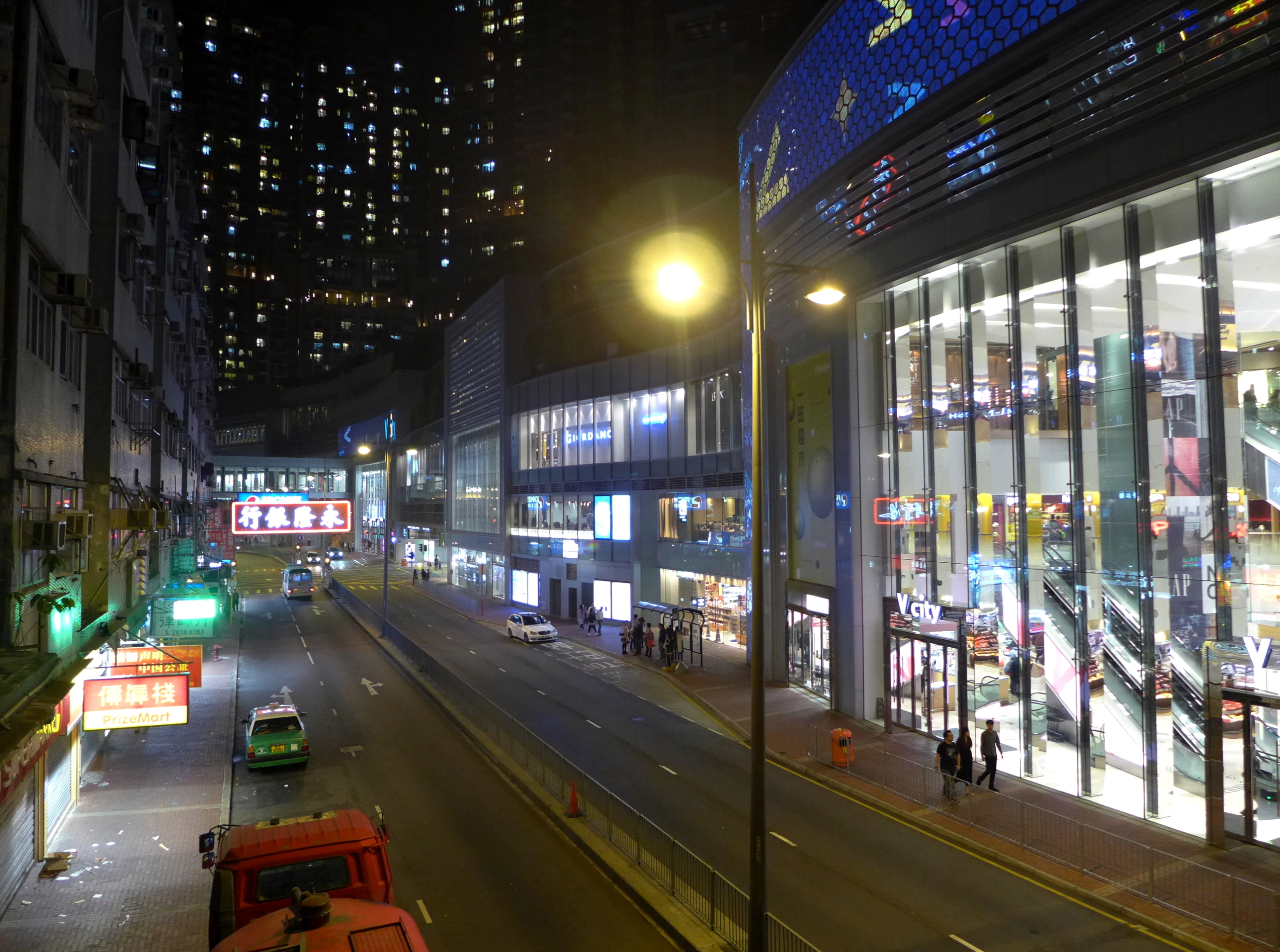
屯門鄉事會路近V city的路段

- 兆麟苑
- 友愛邨
- 安定邨
- H.A.N.D.S
- 兆安苑
- 屯門公共圖書館
- 屯門裁判法院
- 屯門大會堂
- 屯門文娛廣場
- 屯門時代廣場
- 錦華花園/錦薈坊
- 青山天主教小學
- 屯馬綫屯門站
- 瓏門
- V city
- 聖公會聖西門呂明才中學
- 天生樓
- 康麗花園
- 雅都花園
- 屯門診所
- 新墟遊樂場

## 外部連結
1. ↑  .   [2015年9月24日]. （原始内容存档于2015年9月25日）.

- 屯門鄉事會路地圖